# Commeaux
Commeaux település Franciaországban, Orne megyében. Lakosainak száma 149 fő (2022. január 1.). Commeaux Montabard, Occagnes, Ri, Rônai és Monts-sur-Orne községekkel határos.

## Népesség
A település népességének változása:
| Lakosok száma | 136  | 152  | 157  | 154  | 154  | 154  | 154  | 151  | 149  |
|               | 2013 | 2015 | 2016 | 2017 | 2018 | 2019 | 2020 | 2021 | 2022 |